# Ulica Warszawska w Ciechanowie
Ulica Warszawska to główna ulica handlowa Ciechanowa. Łączy plac Jana Pawła II (dawniej Rynek) z placem Tadeusza Kościuszki.
W 2009 roku ulica przeszła generalny remont i została przekształcona w deptak. 

## Historia
Ulica powstała w średniowieczu a od XIX wieku stała się najważniejszym traktem Ciechanowa. W 1907 roku z inicjatywy Franciszka Rajkowskiego i Marii Konopnickiej powstał tu dom kultury zwany Domem Ludowym. Budynek spłonął w 1967 roku.

## Obiekty przy ulicy Warszawskiej
- Muzeum szlachty mazowieckiej
- Urząd Skarbowy